# 𠄳社
𠄳社，一音译为克夫社、盖社，是越南北寧省的一個社。東鄰保台社、西鄰布下社、南鄰谅江社，北鄰谅山省，西南距河内市68.5公里，省会北江坊19公里。面積9.64平方公里，2018年人口11,832人。

## 历史
在法属印度支那时期，法国修筑的河同铁路在𠄳街建立了车站:611。
原属于谅江县。1959年10月19日，越南內政部根据第557/ND號法令批准析新盛社部分区域成立𠄳市鎮:101。2019年11月21日，新盛社并入𠄳市镇。
2025年6月，北江省并入北宁省，谅江县撤销，𠄳市镇改制为社。

## 交通
𠄳社为北江省重要的交通枢纽，境内有河同铁路接轨站𠄳站，该火車站分岔出准轨克下铁路至下龙市，以及准轨克太铁路至太原市。2023年2月，该火车站正式投入国际联运运营业务。
国道1号与国道37号也在此交汇:434。辖区南端有克夫機場，建造于1965年，目前为越南人民軍空軍管理的军用机场。

## 文化教育
𠄳社内有谅江县第二高级中学（Trường THPT Lạng Giang số 2）等学校，1996年由河北省人民委员会批准设立，主要招收位于舊𠄳市鎮、香山社、安河社、义和社、香乐社、光盛社、義興社等谅江县域北部社学区的学生。